# 孔卡尼语
贡根语（天城体： कोंकणी, Kōṅkaṇī）或孔卡尼语，属印欧语系印度-伊朗语族印度-雅利安语支，主要用于印度贡根地区，使用人口约226万。贡根语为印度果阿邦的官方语言，也是印度政府的官方语言之一；官方文本采用天城体书写。

## 注解
1. ↑  天城文已迅速发展为官方文字。
2. ↑  拉丁字母并非法定官方文字，但果阿邦此前通过一项条例允许在官方交流中使用拉丁字母，而这项条例已被各个行政部门不同程度接受。例如1996年果阿邦村民委员会条例 （页面存档备份，存于）规定选举使用的各种表格必须同时以拉丁文和天城文书写。
3. ↑  卡纳达文并非法定文字，然而在卡纳塔卡邦的贡根语则确实使用卡纳达文，而非天城文。

## 參閲
- 印度语言
- 印度语言及方言